# Xochitl Gomez

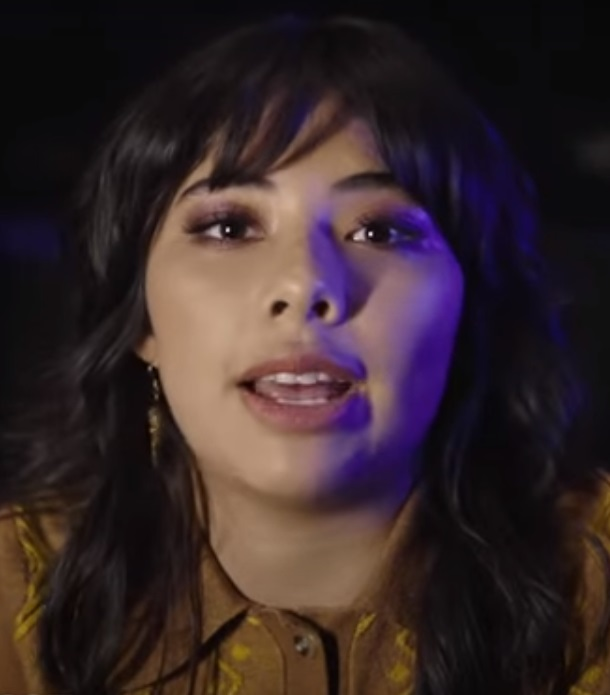
Xochitl Gomez

Xochitl Gomez-Deines (* 29. April 2006 in Los Angeles, Kalifornien) ist eine US-amerikanische Schauspielerin.

## Leben
Gomez wurde in Los Angeles geboren und wuchs dort auf. Sie hat mexikanische Wurzeln. Sie begann im Alter von fünf Jahren, an Theater-Produktionen mitzuwirken und hatte im Alter von zehn Jahren erste Auftritte in Werbespots und Fernsehserien.
Im Jahr 2020 erhielt Gomez den Young Artist Award in der Kategorie Supporting Teen Artist für ihre Rolle in Shadow Wolves. Im gleichen Jahr wurde sie als eine der Hauptrollen in der Netflix-Serie Der Babysitter-Club besetzt. Im März 2021 gab Gomez ihre Rolle als Dawn Schafer nach der 1. Staffel auf, da es zu terminlichen Konflikten der Dreharbeiten der Serie mit dem Film Doctor Strange in the Multiverse of Madness kam, in dem sie América Chávez verkörpert.

## Filmografie
- 2016: Interwoven
- 2018: Matty Paz Is a Noob (Fernsehserie, 1 Episode)
- 2018: Zuhause bei Raven (Raven’s Home, Fernsehserie, 2 Episoden)
- 2019: You’re the Worst (Fernsehserie, 1 Episode)
- 2019: Shadow Wolves
- 2020: Gentefied (Fernsehserie, 1 Episode)
- 2020: Roped
- 2020: Der Babysitter-Club (The Baby-Sitters Club, Fernsehserie, 1. Staffel)
- 2022: Doctor Strange in the Multiverse of Madness